# Lista de prefeitos de Acauã (Piauí)
Constam a seguir os administradores eleitos no município de Acauã, criado pela Lei Estadual n.º 4.810 de 27 de dezembro de 1995 sancionada pelo governador Mão Santa e que foi instalado em 1º de janeiro de 1997.

## Prefeitos de Acauã
| Ordem  | Lista de prefeitos do município | Partido | Início do mandato     | Fim do mandato         | Cidade onde nasceu | Unidade federativa | Notas      |
| ------ | ------------------------------- | ------- | --------------------- | ---------------------- | ------------------ | ------------------ | ---------- |
| 1º     | Antônio Rodrigues Filho         | PMDB    | 1º de janeiro de 1997 | 31 de dezembro de 2000 | Paulistana         | Piauí              |            |
| 1º     | Antônio Rodrigues Filho         | PMDB    | 1º de janeiro de 2001 | 31 de dezembro de 2004 | Paulistana         | Piauí              | [ nota 1 ] |
| 2º     | João Florêncio Rodrigues        | PP      | 1º de janeiro de 2005 | 31 de dezembro de 2008 | Paulistana         | Piauí              |            |
| 2º     | João Florêncio Rodrigues        | PTB     | 1º de janeiro de 2009 | 31 de dezembro de 2012 | Paulistana         | Piauí              | [ nota 2 ] |
| 3º     | Reginaldo Raimundo Rodrigues    | PSD     | 1º de janeiro de 2013 | 31 de dezembro de 2016 | Paulistana         | Piauí              |            |
| 3º     | Reginaldo Raimundo Rodrigues    | PSD     | 1º de janeiro de 2017 | 31 de dezembro de 2020 | Paulistana         | Piauí              | [ nota 3 ] |
| 4º     | Paulo Sérgio de Sousa           | PSD     | 1º de janeiro de 2021 | 31 de dezembro de 2024 | Paulistana         | Piauí              | [ 3 ]      |
| 5°     | Reginaldo Raimundo Rodrigues    | PSD     | 1° de janeiro de 2025 | Em exercício           | Paulistana         | Piauí              | [ 4 ]      |
| Fonte: |                                 |         |                       |                        |                    |                    |            |

## Vice-prefeitos de Acauã
| Ordem  | Lista de vice-prefeitos do município | Partido | Início do mandato     | Fim do mandato         | Cidade onde nasceu | Unidade federativa | Notas |
| ------ | ------------------------------------ | ------- | --------------------- | ---------------------- | ------------------ | ------------------ | ----- |
| 1º     | Luiz Possidônio de Sousa             | PMDB    | 1º de janeiro de 1997 | 31 de dezembro de 2000 |                    |                    |       |
| 1º     | Luiz Possidônio de Sousa             | PMDB    | 1º de janeiro de 2001 | 31 de dezembro de 2004 | [ nota 1 ]         |                    |       |
| 2º     | Rita Ana de Sousa                    | PTB     | 1º de janeiro de 2005 | 31 de dezembro de 2008 | Paulistana         | Piauí              |       |
| 3º     | Francisco Félix de Sousa             | PTB     | 1º de janeiro de 2009 | 31 de dezembro de 2012 | Paulistana         | Piauí              |       |
| 4º     | Ana Maria Rodrigues                  | PSB     | 1º de janeiro de 2013 | 31 de dezembro de 2016 | Paulistana         | Piauí              |       |
| 5º     | Gabriel Antônio de Sousa Júnior      | PR      | 1º de janeiro de 2017 | 31 de dezembro de 2020 | Paulistana         | Piauí              |       |
| 6º     | Augusto Abdias Barbosa               | PSD     | 1º de janeiro de 2021 | 31 de dezembro de 2024 | Paulistana         | Piauí              | [ 3 ] |
| 6º     | Augusto Abdias Barbosa               | PSD     | 1° de janeiro de 2025 | Em exercício           | Paulistana         | Piauí              | [ 4 ] |
| Fonte: |                                      |         |                       |                        |                    |                    |       |

## Vereadores de Acauã
Relação ordenada conforme o número de mandatos exercidos por cada vereador a partir do ano de sua primeira eleição, observado sempre que possível a ordem alfabética.
| José David de Santana           | 04 | 2000, 2004, 2008, 2012 | Jaicós     | Piauí |
| Claudemir de Sousa Campos       | 03 | 2000, 2004, 2008       | Paulistana | Piauí |
| Gabriel Antônio de Sousa Júnior | 03 | 2004, 2008, 2012       | Paulistana | Piauí |
| Sebastião José Barbosa          | 03 | 2004, 2008, 2012       | Paulistana | Piauí |
| Ana Maria Rodrigues             | 03 | 2008, 2016, 2020       | Paulistana | Piauí |
| Francinalto Francisco de Sousa  | 03 | 2012, 2016, 2020       | Paulistana | Piauí |
| Francisco das Chagas Rodrigues  | 03 | 2012, 2016, 2020       | Paulistana | Piauí |
| José Lomanto de Sousa Costa     | 03 | 2012, 2016, 2020       | Paulistana | Piauí |
| Francisco Félix de Sousa        | 02 | 1996, 2000             | Paulistana | Piauí |
| Raimundo Antônio de Sousa       | 02 | 1996, 2000             | Paulistana | Piauí |
| Augusto Abdias Barbosa          | 02 | 2004, 2008             | Paulistana | Piauí |
| Francisca Maria de Macedo       | 02 | 2012, 2016             | Paulistana | Piauí |
| Manoel Antônio de Sousa         | 02 | 2012, 2020             | Paulistana | Piauí |
| Aristeu Augusto Barbosa         | 02 | 2016, 2020             | Paulistana | Piauí |
| Osmar Barbosa Rodrigues         | 02 | 2016, 2020             | Paulistana | Piauí |
| Felipe Irineu de Sousa          | 01 | 1996                   |            |       |
| João José Paixão                | 01 | 1996                   |            |       |
| José Afonso Ramos               | 01 | 1996                   |            |       |
| José Batista da Silva           | 01 | 1996                   |            |       |
| José Ferreira Barbosa           | 01 | 1996                   |            |       |
| Lourisvaldo Luís de Macedo      | 01 | 1996                   |            |       |
| Manoel Luís de Sousa            | 01 | 1996                   |            |       |
| Aniceto Rodrigues de Macedo     | 01 | 2000                   |            |       |
| Honorato Manoel de Sousa        | 01 | 2000                   |            |       |
| José Florêncio Rodrigues        | 01 | 2000                   | Paulistana | Piauí |
| Luiz Florêncio Rodrigues        | 01 | 2000                   |            |       |
| Manoel Rodrigues de Sousa       | 01 | 2000                   |            |       |
| Josenilda de Souza Rodrigues    | 01 | 2004                   | Paulistana | Piauí |
| Josinaldo de Sousa Santos       | 01 | 2004                   | Paulistana | Piauí |
| Nair Ana de Sousa               | 01 | 2004                   | Paulistana | Piauí |
| Vilani Josefa de Sousa          | 01 | 2004                   | Paulistana | Piauí |
| Gerson Rodrigues de Sousa       | 01 | 2008                   | Paulistana | Piauí |
| Reginaldo Raimundo Rodrigues    | 01 | 2008                   | Paulistana | Piauí |
| Silvanete dos Santos Rodrigues  | 01 | 2008                   | Paulistana | Piauí |
| Rita Ana de Sousa               | 01 | 2012                   | Paulistana | Piauí |
| Elias Rodrigues Coelho          | 01 | 2016                   | Paulistana | Piauí |
| José Elísio Rodrigues           | 01 | 2016                   | Paulistana | Piauí |
| Amadeus Rodrigues de Sousa      | 01 | 2020                   | Paulistana | Piauí |
| Isaulina Teresinha Rodrigues    | 01 | 2020                   | Paulistana | Piauí |
| Fonte:                          |    |                        |            |       |